# Phòng thủ Bogo-Ấn Độ, Bẫy Monticelli
Trong cờ vua, Bẫy Monticelli là một loạt các nước phối hợp trong khai cuộc Phòng thủ Bogo-Ấn Độ, được đặt theo tên của kỳ thủ người Italia Mario Monticelli từ ván đấu giữa ông và Prokeš, diễn ra tại Budapest năm 1926. Mặc dù nó được gọi là bẫy do Trắng có được lợi thế vật chất (cụ thể nhờ đổi quân có lợi), tuy vậy Đen cũng có được vài sự bồi thường.
Cái bẫy này bắt đầu bằng những nước đi sau:
1. d4 Mf6
2. c4 e6
3. Mf3 Tb4+
Đến đây ta có khai cuộc Phòng thủ Bogo-Ấn Độ, tiếp tục với bẫy Monticelli:
4. Td2 Txd2+
5. Hxd2 b6
6. g3 Tb7
7. Tg2 O-O
8. Mc3 Me4
9. Hc2 Mxc3
10. Mg5! (xem hình)

## Phân tích
Trắng đang đe dọa chiếu hết với 11.Hxh7# cũng như 11.Txb7 ăn Tượng và Xe của Đen. Sau khi 10...Me4 11.Txe4 hoặc 10...Hxg5 11.Txb7, Đen thua chất, tuy nhiên họ có vài sự bồi thường, có thể là một hoặc hai Tốt và khả năng khai thác vị trí không an toàn của Vua Trắng. Thế trận lúc này không hẳn là một thắng lợi chắc chắn cho Trắng.
Nhà cựu vô địch thế giới José Raúl Capablanca từng "được" chơi 10.Mg5 hai lần trong những ván đấu ông cầm quân Đen liên tiếp chống lại Max Euwe, trận đấu diễn ra tại Amsterdam năm 1931, và cả hai ván đều kết thúc hòa. Diễn biến tiếp theo của ván thứ hai như sau:
10...Me4 11.Txe4 Txe4 12.Hxe4 Hxg5 13.Hxa8 Mc6 14.Hb7 Mxd4 15.Xd1 c5 16.e3 Mc2+ 17.Vd2 Hf5 18.Hg2 Mb4 19.e4 Hf6 20.Vc1 Mxa2+ 21.Vb1 Mb4 22.Xxd7 Mc6 23.f4 e5 24.Xhd1 Md4 25.Xxa7 exf4 26.gxf4 Hxf4 27.Xe1 Mf3 28.Xe2 Md4 29.Xe1 ½–½
Diễn biến này cũng từng được chơi vài lần trong vòng nhiều năm đối với những ván đấu ở đẳng cấp hàng đầu, bao gồm ván Portisch–Andersson 1983, kết thúc hòa, và ván Aronian–Postny 2005, với kết quả Trắng thắng. Lời đề nghị đổi quân của Đen trên thực tế đã bị Trắng từ chối ở những ván đấu của các Đại kiện tướng (bằng cách chơi 10.Hxc3 hoặc 10.Mg5 Me4 11.Txe4 Txe4 12.Mxe4).